# Universidad de Bangor
La Universidad de Bangor (Prifysgol Bangor en galés) es una Universidad con sede en la ciudad de Bangor en el condado de Gwynedd, en el Norte de Gales.
La Universidad de Bangor ocupa una proporción sustancial de la ciudad y también tiene algunos departamentos en Wrexham. Su localización entre Snowdonia y la isla de Anglesey constituye uno de sus principales atractivos.[cita requerida]

## Nombramiento

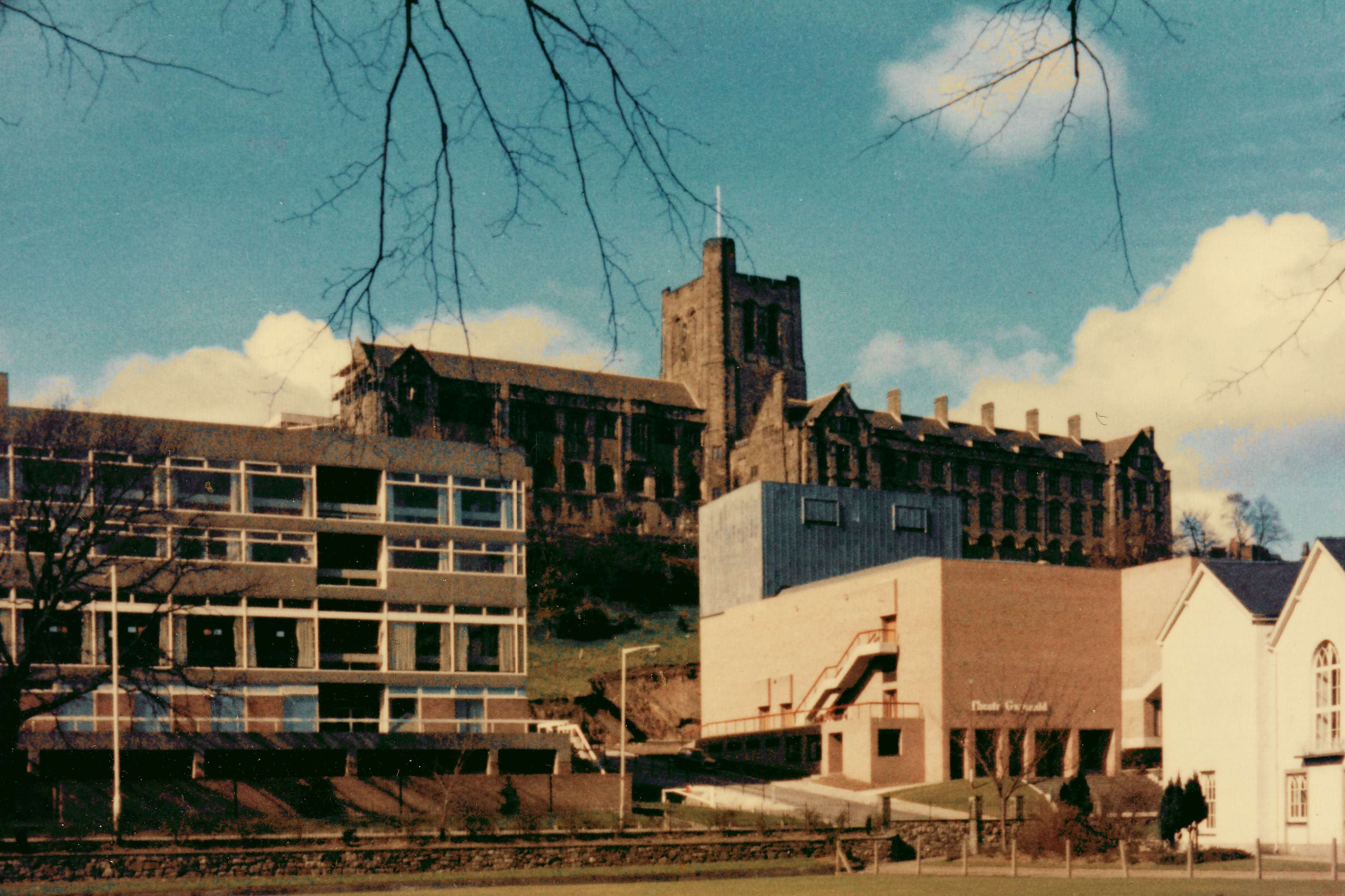
Universidad de Bangor en 1975

Hasta el 1 de septiembre de 2007 la universidad formaba parte de la Universidad de Gales, de estructura federal, y se la conoció durante la mayor parte de su historia como Universidad Colegial de Gales del Norte (en inglés University College of North Wales, «UCNW» ; en galés Coleg Prifysgol Gogledd Cymru). Más tarde se convirtió en la Universidad Colegial, Bangor (en inglés University College, Bangor, «UCB»; en galés Coleg Prifysgol, Bangor). No debe confundirse con la Universidad Colegial de Bangor, que es un campus de la Universidad de Maine en Augusta. Desde 1995 hasta el 31 de agosto de 2007 se la conoció como Universidad de Gales, Bangor (en inglés University of Wales, Bangor, «UWB»; en galés Prifysgol Cymru, Bangor, «PCB»).
El cambio de nombre a Universidad de Bangor fue motivado por la universidad de acuerdo con la decisión de la Universidad de Gales de cambiar su estructura federal por una organización confederal, y garantizar la concesión de títulos por parte de la propia Universidad de Bangor. La universidad, sin embargo, ha decidido no aprovecharse de estos poderes y continuará otorgando títulos con el nombre de la Universidad de Gales por ahora.

## Historia
La universidad se fundó con el nombre de Universidad Colegial de Gales del Norte el 18 de octubre de 1884 con un discurso de inauguración por el conde de Powys en el salón Penrhyn. Hubo entonces un desfile a la universidad con 3.000 canteros (canteros de Penrhyn, además otras canteras habían aportado unas 1.200 libras a la universidad). El resultado de una campaña por una mejor educación superior en Gales fue la concesión de los estatutos un año después.
La universidad tenía su sede originalmente en una antigua posada para coches llamada el Hotel Armas Penrhyn Arms, que albergó a sus 58 estudiantes y 12 profesores, pero en 1911 se trasladó a un nuevo edificio mucho mayor que es actualmente la parte antigua del Centro Principal de Artes. Este edificio fue diseñado por Henry Hare y fue inaugurado por el Rey Eduardo VII.[cita requerida]
Sus estudiantes recibieron títulos de la Universidad de Londres hasta 1893, cuando la Universidad de Gales Bangor se convirtió en una institución integrante fundadora de la federal Universidad federal de Gales. 
En 1898 se construyeron los Salones de Alojamiento Rathbone (Rathbone Accommodation Halls en inglés) de ladrillo rojo. Deben su nombre a Lady Rathbone, una de los primeros mecenas de la Universidad.
El 22 de noviembre de 1965, durante la ampliación del Departamento de Ingeniería Electrónica en la calle Dean, una grúa se estrelló contra el edificio. Las tres toneladas de contrapeso golpearon el teatro para conferencias de la segunda planta del edificio original unos treinta minutos antes de que fuera ocupado por 80 estudiantes de primer año. El contrapeso atravesó el segundo piso.
En 1967 la universidad acogió las conferencias de Maharishi Mahesh Yogi sobre meditación trascendental, en la que Los Beatles se enteraron de la muerte de su representante: Brian Epstein.[cita requerida]
En 1996, el Coleg Normal se fusionó con la universidad, y se estableció una cooperación con el Instituto Metropolitano de Atenas (Grecia).
En 2007 la universidad se convirtió en una institución autónoma, aun siendo los títulos todavía validados por la Universidad de Gales.

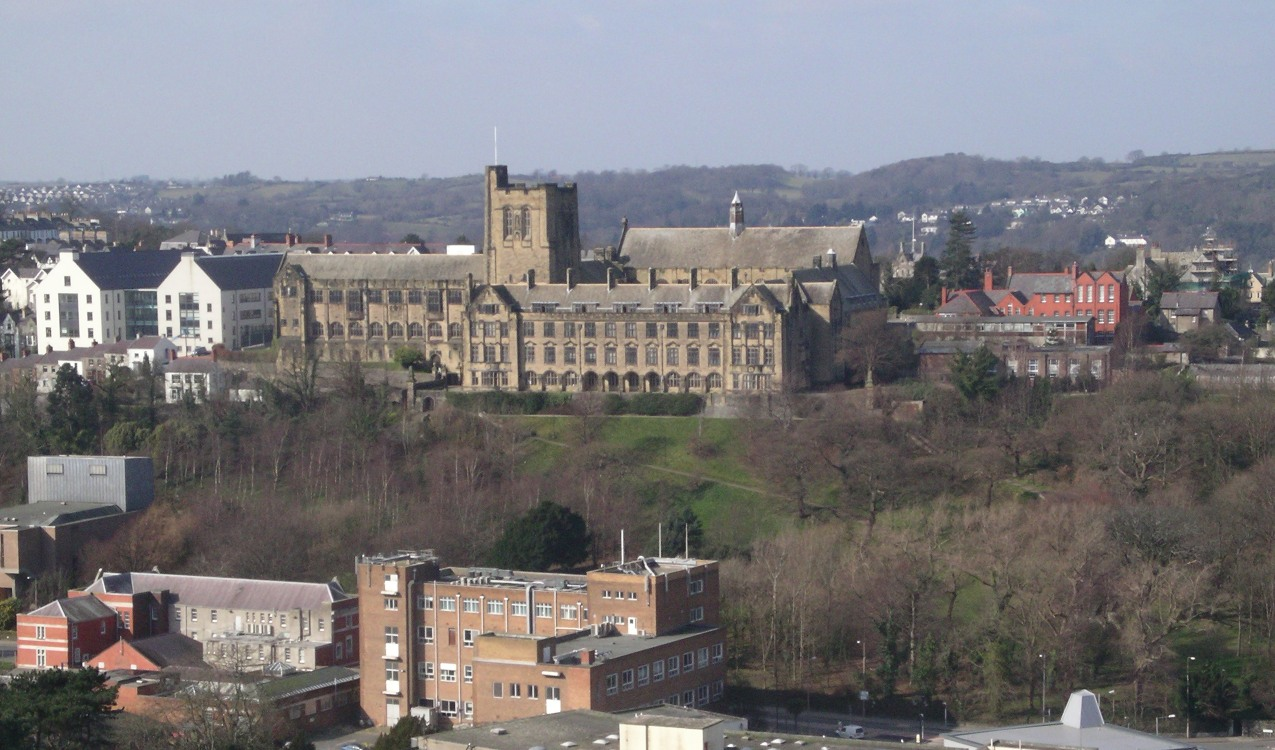
El Principal de Artes y otros edificios de la Universidad de Gales Bangor desde la Montaña Bangor.

## Vicecancilleres (primeros directores)
La universidad ha tenido seis directores/vicecancilleres:
- Harry Reichel: Director 1884-1927.
- David Emrys Evans: Director 1927-1958.
- Charles Evans: Director 1958-1984.
- Eric Sunderland: Director, Vicecanciller 1984-1995.
- Profesor Roy Evans: Vicecanciller 1995-2004.
- Profesor Merfyn Jones: Vicecanciller desde 2004.

## Miembros

### Miembros honorables
- Lord Attenborough.
- Frances Barber: Actor de cine y teatro, también ha dirigido escuelas de teatro en la Universidad de Gales Bangor.
- Elinor Bennett: Arpista
- Catrin Finch: Arpista.
- Tim Haines: Director de televisión y guionista.
- Mark Hughes: Entrenador de fútbol del Blackburn Rovers y del Manchester City.
- Owain Arwel Hughes: Director.
- Rhys Ifans: Actor.
- Dafydd Iwan: Cantante y político.
- Aled Jones: Cantante y presentador de televisión.
- Glenys Kinnock: Política.
- Matthew Maynard: Jugador de cricket.
- Philip Pullman: Escritor.
- Bryn Terfel: Cantante de ópera.
- Carol Vorderman: Presentador de televisión.
- Iolo Williams: Presentador de televisión.
- Gwilym Owen: Radiolocutor veterano galés.
- Guto Harri: Antiguo reportero de noticias de la BBC.

### Académicos notables
- Profesor Mark Baird: Profesor de química orgánica que ha escrito muchos artículos y documentos de investigación.
- Profesor Samuel L. Braunstein: Físico cuántico1997-2004.
- Tony Conran: Poeta y traductor; posee un gran número de libros publicados y sus poemas se han publicado desde la década de 1950; editó y tradujo el texto estándar de poesía de Gales Welsh Verse (Verso Galés) (1967-1986).
- Profesor David Crystal: Lingüista y escritor de la Orden del Imperio Británico, es un profesor honorable de lingüística (y conferenciante a media jornada) en la Universidad de Gales Bangor.
- A.H. Dodd: Historiador, 1919-1958.
- William Mathias: Compositor, antiguo profesor de música.
- Sir John Morris-Jones: Pionero gramático de Gales, editor, poeta y crítico literario.
- Profesor Ron Pethig: Llevó a cabo investigaciones relevantes en el desarrollo de métodos mejorados en la detección del cáncer y su tratamiento.
- Guto Puw: Compositor galés destacado y ganador del Premio al Oyente de la BBC Radio 3 en los Premios a Compositores Británicos de 2007.
- Profesor Kennedy Orton: Físico y químico orgánico, desarrolló un trabajo innovador y haciendo del Departamento de Química de Bangor uno de los más importantes en el Reino Unido en los años posteriores a la Primera Guerra Mundial (Chem. Soc. Reviews (1998) 27, 355 - 366). El teatro principal de conferencias en el Departamento de Química en Bangor debe actualmente su nombre a él.

### Alumnos notables
- Martin J. Ball: Profesor en Desórdenes Comunicativos en la Universidad de Luisiana en Lafayette, Estados Unidos; y profesor Honorario del Instituto de la Universidad de Gales, Cardiff.
- Paul Bérenger: Antiguo primer ministro de Mauritania, titulado en filosofía.[5]
- Danny Boyle: Director cinematográfico y productor, titulado en filología inglesa.
- Christina Coker: Jefe Ejecutivo de Música Joven, titulado en música.
- Profesor Sir Gordon Conway: Miembro de la Real Sociedad de Reino Unido, consejero científico del primer jefe del Departamento de Desarrollo Internacional y profesor de desarrollo internacional en el Instituto Imperial de Londres, previamente presidente de la Fundación Rockefeller (EE. UU.), actual presidente de la Real Sociedad Geográfica, y Vicecanciller de la Universidad de Sussex, titulado en zoología en 1959.[6]
- Bill Fay: Músico y artista, estudió electrónica en los años de 1960.
- Tony Gillam: Músico y escritor, titulado en filología inglesa y francesa.
- Tim Haines: Productor de televisión de la BBC.
- Professor Ed Hill: Director del Centro Nacional Oceanográfico, Southampton (MSc 1983, PhD 1987).
- Sir John Meurig Thomas: Químico.
- John Ogwen: Actor, titulado en filología inglesa y galesa.
- Stefan Rahmstorf: Profesor de Física de los Océanos en la Universidad de Potsdam y ganador de 1 millón de libras del Premio a la Pertenencia Centenaria (Centennial Fellowship Award) de la fundación con sede en Estados Unidos James S. McDonnell.[7]
- Derek Ratcliffe: Botánico, zoólogo y conservador naturista, doctor en Filosofía.
- John Sessions: Actor, nombre de nacimiento: John Marshall. Titulado en filología inglesa.
- Britton Spio-Garbrah: Diplomático de Ghana, educador y padre del político de Ghana y CEO de la Organización de Telecomunicaciones de la Mancomunidad de Naciones: Ekwow Spio-Garbrah.
- R.S. Thomas: Poeta.
- Derick Thomson: Poeta (en escocés), editor, académico y escritor, estudió filología celta.
- Roger Whittaker: Músico, estudió biología marina.
- Sir Ifor Williams: Historiador de la literatura galesa y editor de textos medievales galeses, especialmente la poesía de Taliesin y de Aneirin y las Cuatro Ramas del Mabinogi.

## Organización
Más de la mitad de los departametnos académicos de Bangor recibieron una calificación de «excelente» por la calidad de la enseñanza, y varios departamentos obtuvieron resultados muy altos en el Estudio Nacional de Estudiantes de 2007, ocupando su Escuela de Música el puesto más alto en el Reino Unido. La Universidad dobló recientemente su número de contratos de investigación obtenidos, elevando su ingreso por este concepto a 20 millones de libras.[cita requerida]
Tras la remodelación en agosto de 2006, la universidad se divide en seis centros (colleges). Estos se dividen a su vez en escuelas e institutos de investigación. Uno de los departamentos que cerró a causa de la reorganización fue el de matemáticas. La tabla de liga de The Guardian situó a Bangor en quinta posición en el Reino Unido por matemáticas a pesar de que la Universidad no admitiera ya a más estudiantes.
Los centros de Bangor (Bangor's Colleges), y sus escuelas e institutos de investigación que los componen, son:
Centro de Artes y Humanidades.
- Escuela de Inglés.
- Escuela de Historia, Historia Galesa y Arqueología.
- Escuela de Lingüística y Lengua Inglesa.
- Escuela de Lenguas Modernas.
- Escuela de Música.
- Escuela de Teología y Estudios Religiosos.
- Escuela de Galés.
- NIECI (Instituto Nacional de la Excelencia en las Industrias Creativas) (National Institute for Excellence in the Creative Industries).
- ELCOS (Centro de Lengua Inglesa para Estudiantes en el Extranjero) (English Language Centre for Overseas Students).
- WISCA (Instituto Galés de Asuntos Sociales y Culturales) (Welsh Institute for Social and Cultural Affairs).
- ESRC (Centro de Investigación sobre el Bilingüismo) (Centre for Research on Bilingualism).

Centro de Negocios, Ciencias Sociales y Derecho.
- Escuela de Negocios de Bangor.
- Escuela de Derecho.
- Escuela de Ciencias Sociales.

Centro de Educación y Aprendizaje de por Vida.
- Escuela de Educación.
- Escuela de Aprendizaje de por Vida.

Centro de Ciencias Naturales.
- Escuela de Ciencias Biológicas.
- Escuela de Recursos Meioambientales y Naturales.
- Escuela de Ciencias del Mar.
- Instituto Galés de Recursos Naturales.

Centro de Ciencias de la Salud y del Comportamiento.
- Escuela de Ciencias del Cuidado de la Salud.
- Escuela de Pscicología.
- Escuela de Deporte, Salud y Ciencias del Ejercicio.
- Instituto de Investigación Médico y Cuidados Sociales.

Centro de Físicas y Ciencias Aplicadas.
- Escuela de Química.
- Escuela de Ciencias de la Computación (anteriormente Escuela de Informática).
- Escuela de Electrónica.

## Colegios mayores
El alojamiento está garantizado para todos los estudiantes solteros sin graduar de primer año en Bangor. Hay más de 2.000 habitaciones disponibles en colegios mayores, y todo el alojamiento se encuentra dentro de una distancia que puede ser recorrida a pie, para llegar a la universidad.[cita requerida]
También hay cierto número de edificios más antiguos, que son propiedad de la Universidad, pero ya no son usados y han quedado abandonados debido a los costes de mantenimiento.
Hay 4 sitios residenciales en uso actual:

### Sitio normal
El Sitio Normal (Normal Site) se localiza en las costas del Estrecho de Menai junto a la Escuela de Educación y la Escuela de Deporte, Salud y Ciencias del Ejercicio y las residencias más cercanas a la Escuela de Ciencias del Mar en el Estrecho de Menai. El lugar tiene dos salones auto-atendidos: Neuadd Seiriol y Neuadd Arfon.

### Sitio de Santa María
El Sitio de Santa María (St. Mary's Site) se localiza cerca de la cima de Lôn Pobty, con vistas al centro de Bangor y muy cerca de los Departamentos de Ciencias y la Escuela de Informática. Originalmente convento, el sitio de Santa María fue incorporado a la Universidad en 1976. Fue al principio un centro para mujeres profesoras. Desde entonces, el lugar ha sido expandido e incluso en un momento fueron acomodados cerca de 2.000 estudiantes, aunque en los años recientes el lugar ha caído en un estado de abandono (el bloque Barlows fue finalmente cerrado alrededor de 2003 debido a presencia del agente cancerígeno asbesto). El bloque principal aloja ahora sobre cincuenta estudiantes y también hay alojamiento para varias familias.
En 1997, se construyó Bryn Eithin y fueron añadidas un extra de 96 habitaciones al lugar. Bryn Eithin, a pesar de la dirección por parte de las salas del equipo de la universidad, es propiedad de una asociación inmobiliaria y está arrendada a la Universidad hasta 2027.[cita requerida] Bryn Eithin depende del Sitio de Santa María por sus servicios. Los servicios de correos y lavandería se localizan en la parte superior de la carretera. 
El Sitio de Santa María se encuentra a la venta y se prevé su cierre en un futuro cercano.[cita requerida] Todavía no se han hecho púlbicos los planes para Bryn Eithin cuando esto ocurra pero se cree que se convertirá bien en alojamientos de postgrado o bien en alojamiento de familias.

### Sitio Centro Carretera

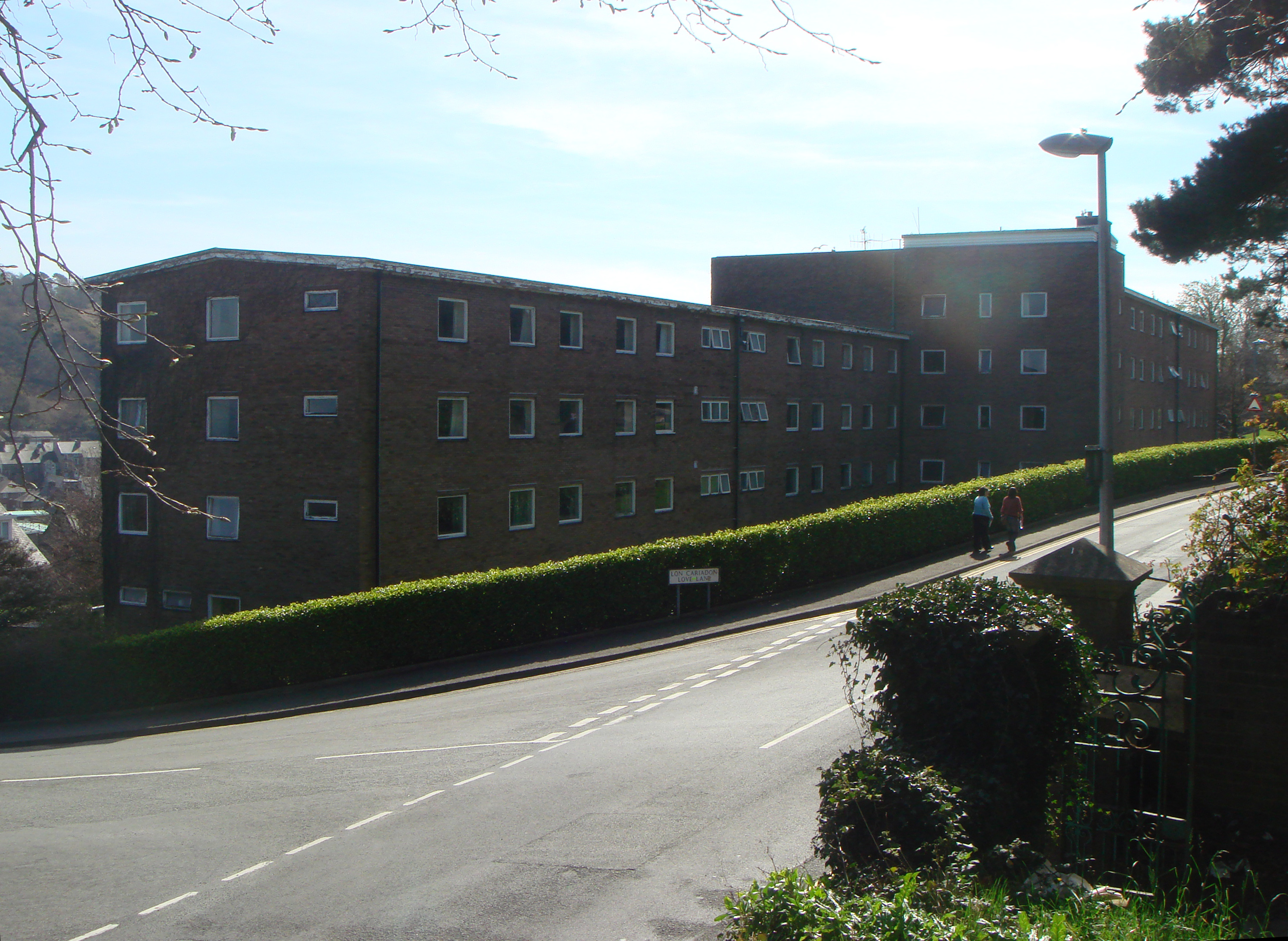
Colegios mayores de John Morris Jones (JMJ).

El Sitio Centro Carretera (College Road Site) se localiza a tiro de piedra del original edificio del Centro Superior en el Alto Bangor, y departametnos como Psicología, Música y la Escuela de Negocios y Desarrollo Regional. Este lugar también posee dos centros para alojarse: el galesoparlante John Morris Jones, construido a principios de la década de 1960, originalmente femenino y llamado Neuadd Rathbone, y el angloparlante Neuadd Rathbone que fue uno de los primeros colegios mayores de la universidad, originalmente femenino y llamado Residencia Universidad, o en inglés University Hall.
Neuadd John Morris Jones comenzó su existencia en 1974 y, junto con su equivalente Neuadd Pantycelyn en Aberystwyth, se ha convertido en un centro de identidad y nacionalismo galés. También forma parte del principal punto focal de actividades en lengua galesa de la universidad y es una parte integral de la UMCB (Unión de Estudiantes Galeses), parte del cuerpo principal de la Unión de Estudiantes. La misma residencia se la conoce cariñosamente como «JMJ» por todos sus estudiantes y alumnos actuales. John Morris Jones debe su nombre al primer profesor de galés de la Universidad.

### Sitio Ffriddoedd

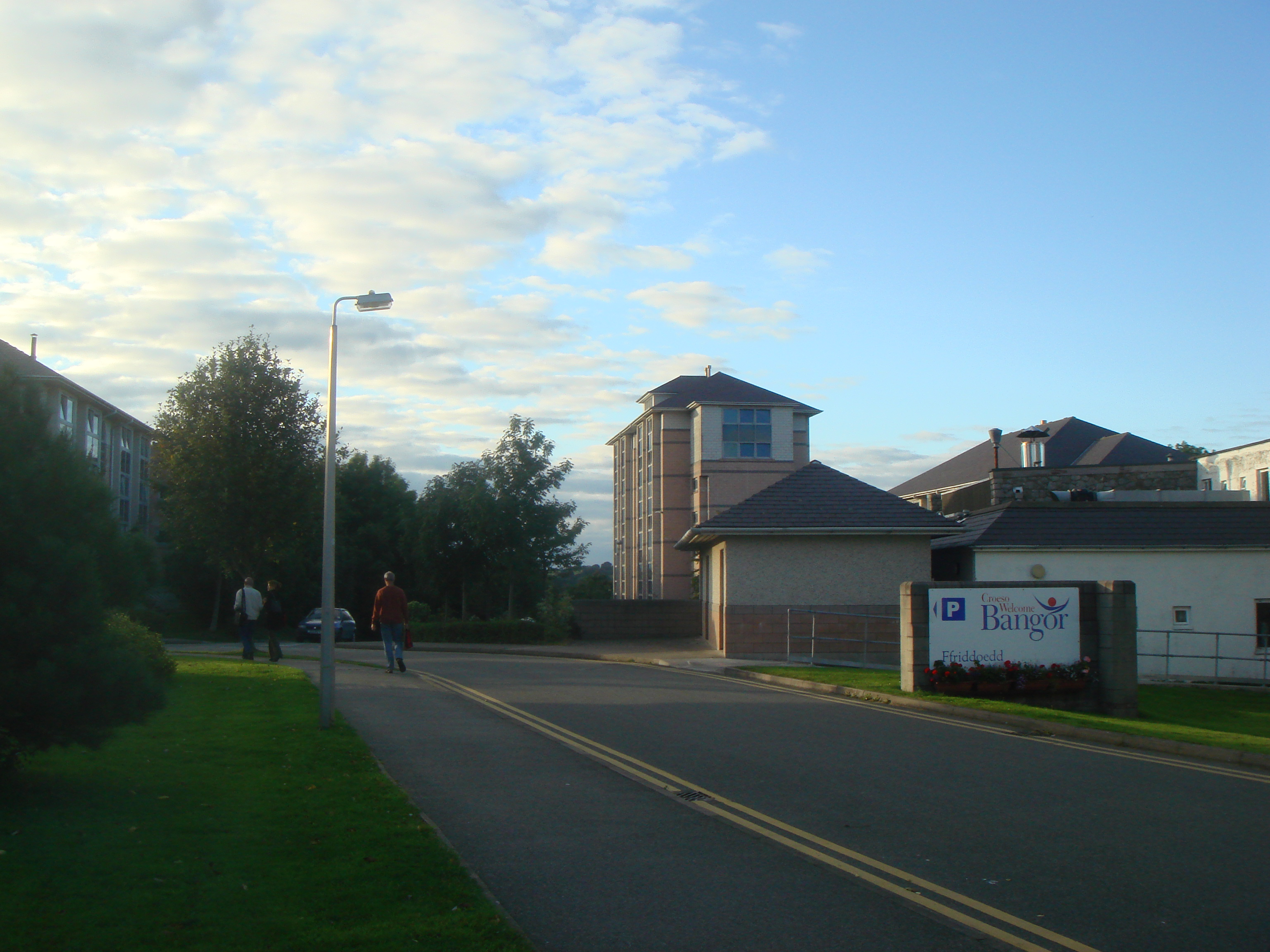
Entrada a los sitios de los colegios mayores de Ffriddoedd.

El mayor sitio de alojamiento es el Sitio Ffriddoedd (Ffriddoedd Site) en Alto Bangor unos 10 minutos a pie del Centro Superior, el Sitio de Ciencias y el centro de la ciudad. Este sitio incluye una tienda de café, lavandería, bar y seis edificios a juego (Bryn Dinas, Cefn and Coed, Elidir, Borth, Tegfan y Glyder), todos ellos construidos a mediados de la década de 1990. También alberga el salón de deportes Maes Glas, que recibió los fondos del premio Lotería Nacional y está abierto a la comunidad y a los estudiantes.
Neuadd Reichel abrió en 1942 y debe su nombre a Sir Harry Rudolf Reichel, el primer director de la universidad. Una amplia extensión se completó en1950.
Plas Gwyn abrió durante principios de la década de 1960 y Neuadd Emrys Evans lo hizo en 1966 con Llys Tryfan que fue demolido en el verano de 2007 para hacer paso a nuevas residencias que se edificarán en las vacaciones de verano de 2008. Estas residencias más antiguas poseen baño y cocina compartidos. A pesar de haber sido derribado, mucha gente posee "trozos" de Llys Tryfan, tales como ladrillos robados, números de habitaciones, repisas de fregaderos y otros objetos extraídos de las residencias. 
Las nuevas residencias de la universidad se están construyendo actualmente sobre el sitio Ffriddeodd en dos fases. La fase uno comenzó en octubre de 2006, y cuando sea completada se levantarán dos nuevos edificios en lo que eran las canchas deportivas. La fase dos verá la demolición de las estructuras de la década de 1960, y más edificios nuevos serán construidos en su lugar. Las principales objeciones de los residentes consideran la altura de las estructuras que seguirán al previo proyecto de edificación a mediados de los 90 (1990) que incluía Bryn Dinas, un edificio de siete plantas que se puede ver desde varias millas en todas las direcciones y resultó estar hundiéndose en el terreno debido a cimientos pobres.
Las nuevas residencias fueron nombradas en julio de 2007 de acuerdo con una competición llevada a cabo por el departamento de Edificios e Instalaciones de la universidad. El ganador fue Thomas Hecht (un pregraduado en Ingeniería Electrónica) y se escogió el tema del agua. Los nombres elegidos fueron: Crafnant (Llyn Crafnant), Llanddwyn (Ynys Llanddwyn), Glaslyn, Gwynant (Llyn Gwynant), Idwal (Llyn Idwal), Braint (Afon Braint), Alaw (Llyn Alaw), Peris (Llyn Peris), Enlli (Ynys Enlli), Aberffraw

### Residencias privadas
En 2006 se construyó un colegio mayor privado llamado «Neuadd Willis» (su nombre por un amado y respetado arquitecto), incorporando el antiguo listado Hotel Británico con una nueva extensión del edificio en la parte de atrás. Este proyecto es desarrollado por Watkin Jones (una empresa constructora local) y Carlton North Wales Ltd y ahora no es propiedad de la universidad ni residencia mayor. Los residentes locales poseen sentimientos variados por tales desarrollos, algunos creen que aliviará la presión del mercado inmobiliario en la ciudad, mientras que otros temen que esto cree demasiada concentración de estudiantes en el área dada.
Carlton North Wales y Watkin Jones están actualmente en medio de la construcción de otros colegios mayores. Esto se prevé que sea sobre el sitio del antiguo cine. Los planes para esta construcción incorporaban una oficina principal desde la cual ambos lugares podrían ser dirigidos.

## Unión de Estudiantes

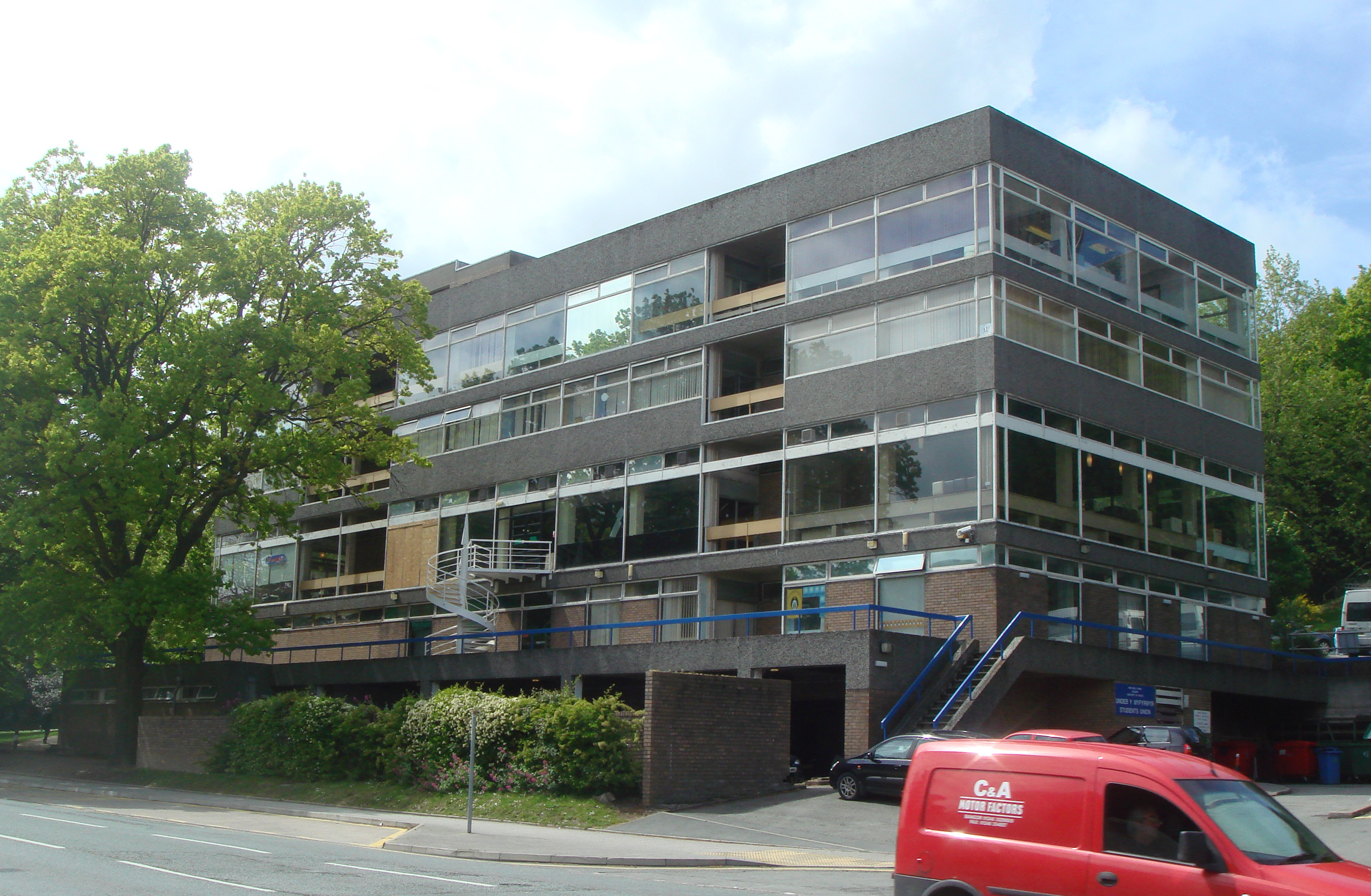
La Unión de Estudiantes vista desde la carretera Deiniol.

La Unión de Estudiantes se sitúa a nivel de la carretera Deiniol en uno de los límites del Parque Universitario (College Park) detrás del edificio de Artes Principales. El Refectorio y la Sala Curvada se construyeron en 1963 y el edificio principal de administración se añadió en 1969. El edificio fue renovado en 1997 para crear un club nocturno con una capacidad para 1100 personas, el Amser/Time, donde se encontraba el anterior refectorio. En 2004, el local sólo para estudiantes situado en el edificio principal de administración, Main Bar, fue renovado para convertirse en una academia con capacidad para 700 personas. El complejo global también se compone de dos locales de abastecimiento: Departamento de Servicios Estudiantiles y las oficinas de la Unión de Estudiantes.
Las operaciones diarias de la Unión son dirigidas por un Comité Ejecutivo electo en el cual cinco son empleados pagados a jornada completa y diez son empleados estudiantes voluntarios. La política de la Unión la decide un Concejo que se compone de quince concejales independientes, cabezas de comités permanentes, representantes del curso y Cabezas de la Sala Común Joven (Junior Common Room, «JCR»). El concejo se reúne aproximadamente una vez al mes y recibe informes acerca de comités permanentes, vota a mociones políticas y aprueba cambios en la constitución de la Unión.
Todos los estudiantes de la Universidad de Bangor pasan automáticamente a ser miembros de la Unión de Estudiantes, la cual tiene tanto una función de entretenimiento como un Centro Consejero Estudiantil y de Representación entregado a su trabajo y los empleados tienen su sitio en todos los comités importantes de la universidad.
Los puestos sabáticos pagados son sostenidos por (2008/2009):
John P Jackson - Presidente de la Unión de Estudiantes;
Spencer George - Subpresidente;
Tom Hecht - Delegado de Sociedades y Eventos;
Rob Samuel - Presidente de la Unión Atlética;
Rhion Glyn - Presidente de la UMCB.

## Radio estudiantes
Tormenta FM (Storm FM oficialmente, en inglés) es la emisora de radio estudiantil oficial para la Universidad de Bangor y es una de las tres únicas emisoras de radio estudiantiles en el Reino Unido que poseen un licencia FM a largo plazo. La emisora se emite por 87.7 FM por un transmisor FM de baja potencia con sede en el Sitio Ffriddoedd. Tormenta FM es dirigida voluntariamente por unos 90 estudiantes de la universidad. Desgraciadamente, la licencia FM sólo permite emitir en un área muy pequeña de Bangor (a saber los colegios mayores de la carretera Ffriddoed). Se está trabajando para ofrecer un servicio en línea a los estudiantes de Bangor en los próximos meses.

### Historia
Tormenta FM se fundó en octubre de 2001 por el entonces presidente de la Unión de Estudiantes: Niall Duffy. El primer programa fue transmitido a las 13:00 el 19 de marzo de 2003.
En 2005 dos presentadores fueron nominados a los Premios de Radio Estudiantil: Emma Gascoigne por Mejor Mujer, y Spencer George por Mejor Recién Llegado. La emisora también fue nominada al Mejor Sonido de Emisora en los Premios de Radio Estudiantil en 2004.
De acuerdo con el considerable tiempo fuera de aire, el año académico 2006/07 vio una Tormenta FM totalmente renovada situada esta vez en un nuevo estudio en el edificio de la Unión de Estudiantes, directametne bajo control de la Unión de Estudiantes. Hasta este punto, las emisiones se realizaban desde el Centro de Medio de la Universidad en el Alto Bangor.
El antiguo director de la emisora, Spencer George, y antiguo ayudante del director, Tom Giddings, fueron premiados con la calidad de socios de por vida de la Unión de Estudiantes por sus servicios a Tormenta FM y su trabajo en realojar el estudio.
En octubre de 2007, Tormenta FM recibió dos nominaciones en los Premios de Radio Estudiantil por Mejor Marketing y Branding y Mejor Acontecimiento en Directo/Emisión al Descubierto, en cuanto al último ámbito recibió el Premio de Bronce en la ceremonia SRA de por su cobertura local de la Asamblea Nacional para las elecciones de Gales, 2007.

### Ejecutivo de Tormenta FM (2008/2009)
Director de la Emisora: Matt Ison
Ayudante del Director de la Emisora: Dan Williams
Controlador del Programa: Xanthe Larcombe
Secretaria: Isa Wilson
Tesorera: Lisa Benson
Encargado de Informática: Peter Banks
Encargado de Producción: Mike Walsh
Encargado de Música: David Horn
Encargado de Marketing: Will Bulteel
Coordinador de Acontecimientos: Rob Hobbs
Delegado de la Lengua Galesa: Elin Stewart

## Otras lecturas
- The University College of North Wales - Foundations 1884-1927, J Gwynn Williams, University of Wales Press 1985, ISBN 0-7083-0893-7
  - El Colegio Universitario de Gales del Norte - Cimientos 1994-192700, J Gwynn Williams, Prensa de la Universidad de Gales 1985, ISBN 0-7083-0893-7 (traducción de la bibliografía en inglés)
- Architectural History & Guide (University College of North Wales, Bangor), M L Clarke, Online (Bangor Civic Society)
  - Historia Arquitectónica y Guía (Colegio Universitario de Gales del Norte, Bangor, M L Clarke, Online (Sociedad Cívica de Bangor)